# La Danseuse étoile
Pour le film de 1933, voir Danseuse étoile (film).
Pour plus de détails, voir Fiche technique et Distribution.
La Danseuse étoile (The Heart of a Child) est un film américain réalisé par Ray C. Smallwood, sorti en 1920.

## Fiche technique
- Titre : La Danseuse étoile
- Titre original : The Heart of a Child
- Réalisation : Ray C. Smallwood
- Scénario : Charles Bryant d'après le roman de Frank Danby
- Production : Alla Nazimova
- Pays d'origine : États-Unis
- Format : Noir et blanc - 1,33:1 - Film muet
- Genre : drame
- Durée : 70 minutes
- Date de sortie : 1920

## Distribution
- Alla Nazimova : Sally Snape
- Charles Bryant : Lord Kidderminster
- Ray Thompson : Johnny Doone
- Nell Newman : Mary Murray
- Victor Potel : Charley Peastone
- Eugene Klum : Alf Stevens
- Claire Du Brey : Lady Dorothea
- John Steppling : Joe Mosenstein
- Joseph Kilgour : Lord Fortive